# Debreceni Egyetem Balásházy János Gyakorló Technikuma, Gimnáziuma és Kollégiuma
A Debreceni Egyetem Balásházy János Gyakorló Technikuma, Gimnáziuma és Kollégiuma Debrecen Pallag nevű városrészében található. A jogelődeivel együtt több, mint 150 éves múltra visszatekintő intézmény fő profilja hagyományosan a mezőgazdászképzés, amely az elmúlt két évtizedben többek között közgazdasági, sportiskolai és egészségügyi szakokkal bővült. Az intézmény 2009 óta a Debreceni Egyetem gyakorlóiskolájaként működik.

## Története
A debreceni mezőgazdászképzés gyökerei 1867-ig nyúlnak vissza. Ekkor nyílt meg az ország második Földműves Iskolája, amely 1868-tól Magyar Királyi Gazdasági Akadémia néven működött tovább.
A középfokú mezőgazdasági oktatás 1940-ben kezdődött a mai Böszörményi úti campus területén. A Középfokú Gazdasági Tanintézmény két évvel később költözött Pallagra, ahol azóta is megszakítás nélkül működik.
Az intézmény 1963-ban vette fel Balásházy János, a reformkor kiemelkedő mezőgazdászának nevét. A 20. század második felében számtalan szakmaszerkezeti átalakításon ment keresztül, de mindvégig a térség meghatározó mezőgazdasági képzőhelye maradt. Az ezredforduló után a kor kihívásaira reagálva ugyan jelentősen bővült a képzési portfóliója, a fő profilját viszont továbbra is őrzi.
Az intézmény életében a 2009-es fenntartóváltás hozott komoly fordulatot, melynek következtében bekapcsolódott az egyetemen folyó tanárképzésbe.

## Környezete
Az iskola Debrecen északi részén, Pallagon, a Nagyerdő szélén található. Impozáns főépülete egy 3,5 hektáros, részben őshonos fajokból álló parkban helyezkedik el. Közvetlen közelében található a Debreceni Egyetem Pallagi Kertészeti Kísérleti Telepe, a Debreceni Nemzetközi Iskola, a Debreceni Labdarúgó Akadémia, valamint az iskola kollégiuma.

## Képgaléria

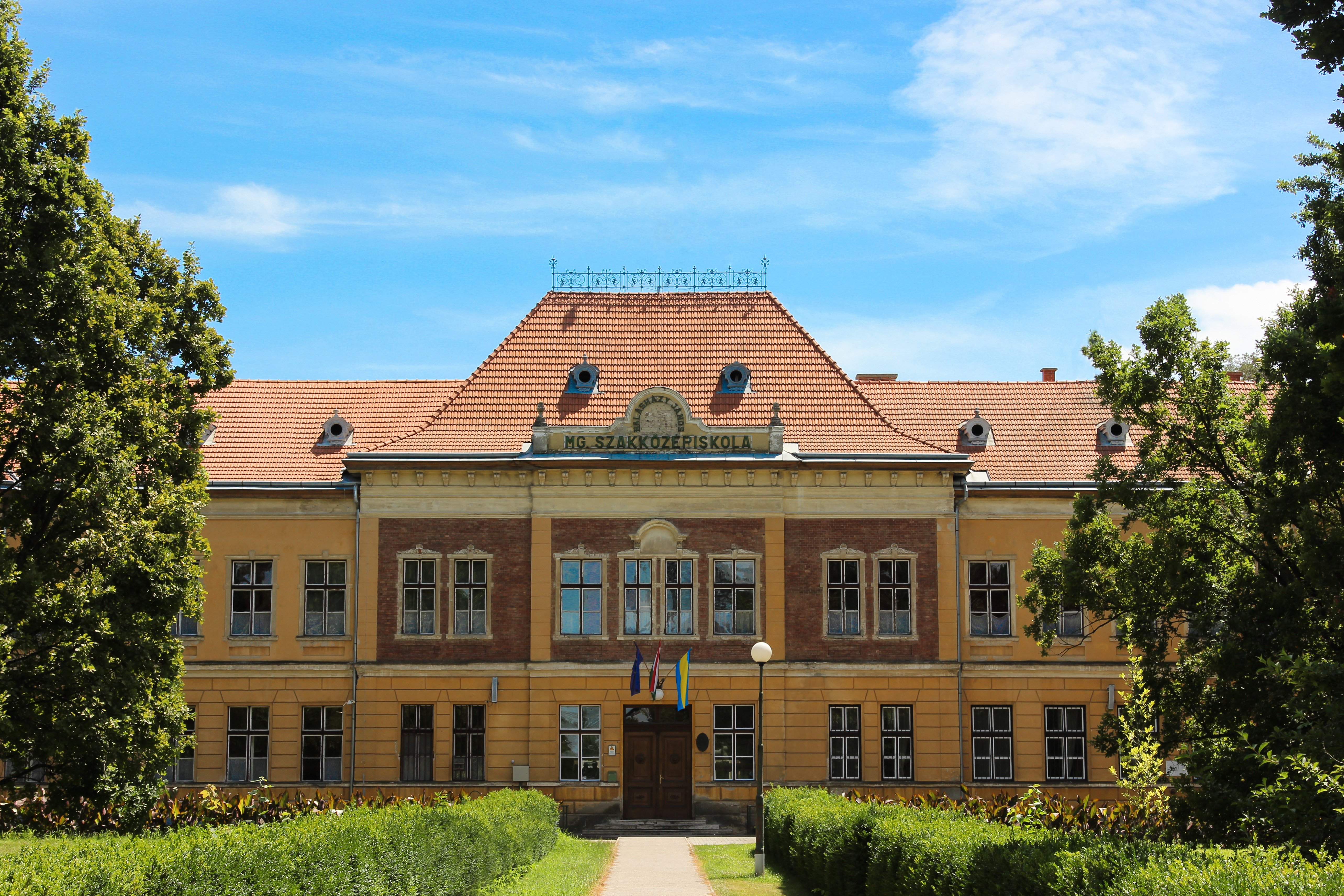
Az iskola főépülete
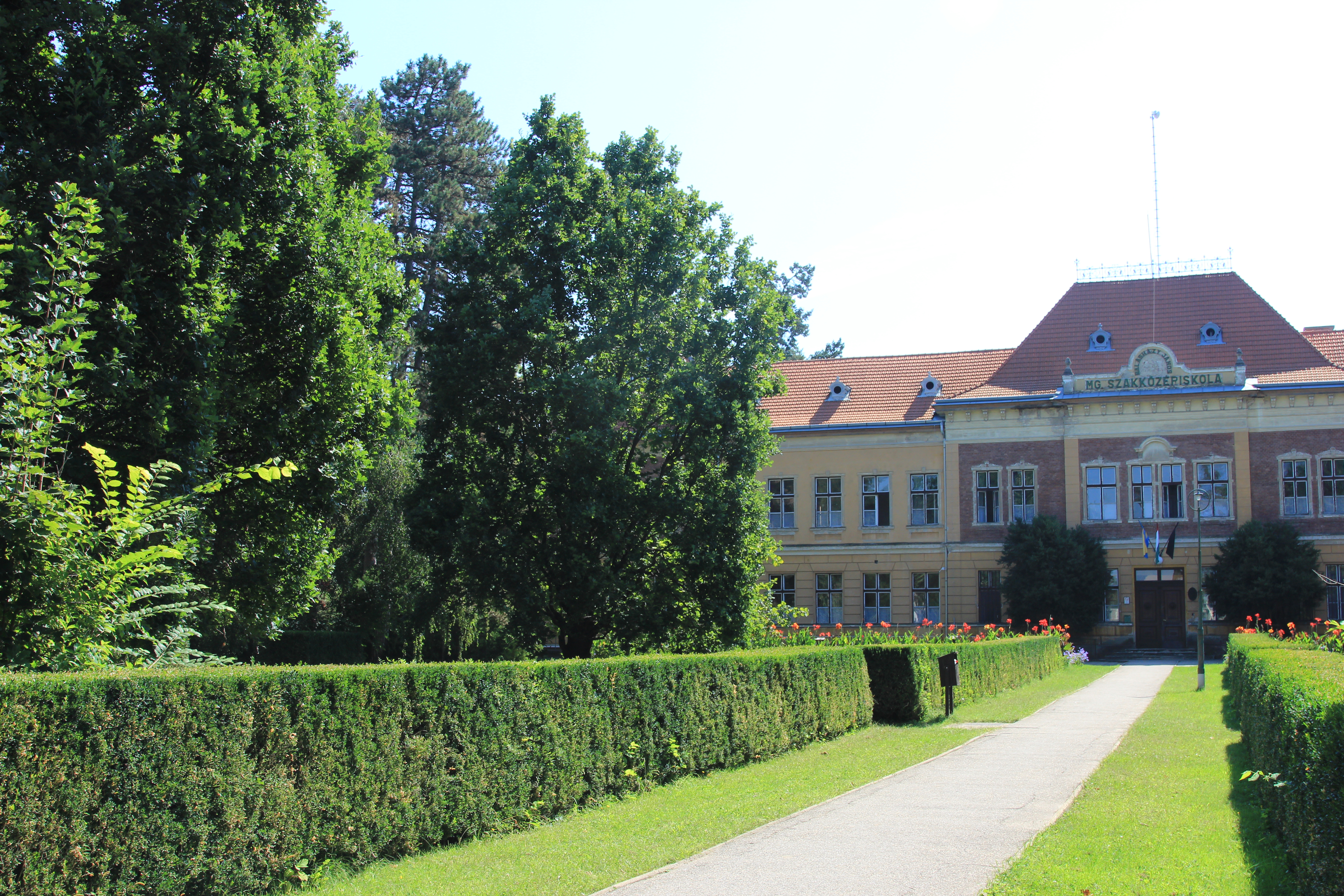
Részlet az iskola parkjából